# Nautilus macromphalus
Nautilus macromphalus is een inktvissensoort uit de familie Nautilidae (nautilussen), die tot de stam der weekdieren (Mollusca) behoort. De soort is hoofdzakelijk een aaseter, die ook wel kleine levende prooien pakt als hij de kans krijgt.
Nautilus macromphalus werd beschreven en in 1849 gepubliceerd door Sowerby.  Het onderscheid met Nautilus pompilius is de grote navel die de schelp vertoont, terwijl die bij de gewone nautilus volledig bedekt wordt door de laatste winding van de schelp. De navel heeft een afgeronde rand. Het onderscheid met de overigens sterk gelijkende Nautilus stenomphalus is dat bij die laatste soort de navel kleiner is, met een min of meer scherpe rand.
De schelp van Nautilus macromphalus bereikt een diameter van maximaal 160 mm.
De soort komt voor in het zoute water van het zuidwestelijk deel van de Grote Oceaan, te weten langs de noordoostelijke kust van Australië en het aangrenzend zeegebied tot aan de Loyaliteitseilanden, oostelijk van Nieuw-Caledonië.